# Sundholmens slott

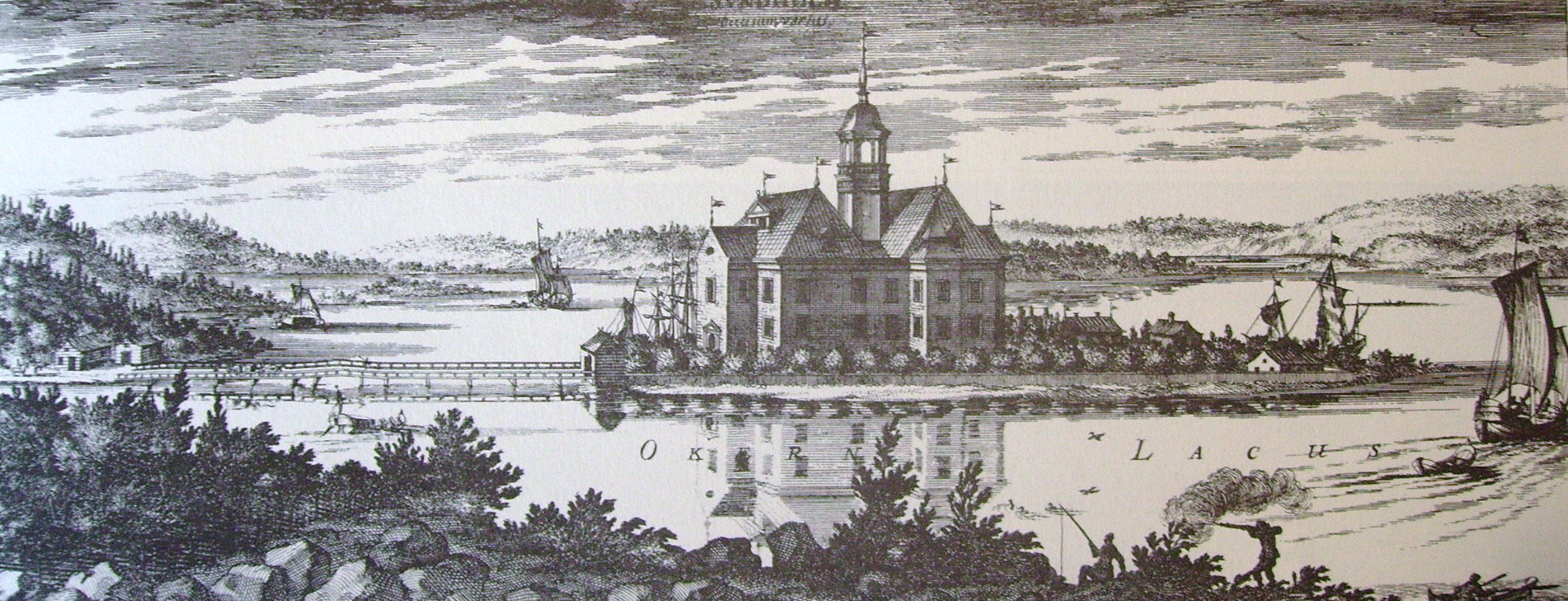
Sundholmens slott enligt Erik Dahlbergh i Suecia antiqua et hodierna.

Sundholmen är en slottsruin på den lilla ön i sjön Tolken i Äspereds socken i nuvarande Borås kommun i Västergötland.

## Historik
Den äldsta anläggningen på den lilla ön i sjön Tolken härrör från medeltiden. Det kan möjligtvis ha varit ett kloster. Under 1400-talet kommer gården så småningom i händerna på ätten Snakenborg. På 1540-talet förvandlas Sundholmen till ett fast hus i sten av Per Brahe d.ä. Ytterligare tillbyggnader genomfördes av Gustaf och Magnus Brahe. Godset drogs in till kronan under Karl XI:s reduktion. Slottet förföll därefter och brann 1706 sedan blixten slagit ner i slottet. Sedan dess har det stått i ruiner. Ruinerna renoverades i början av 1990-talet och är ett fint utflyktsmål om man har en båt att färdas med.
Det var här som den unge kung Gustav II Adolf tillbringade mycket tid med sin ungdomskärlek Ebba Brahe och det var också här som Erik Stenbock gömde sig med sin älskade Malin Sture, sedan han rövat henne från Hörningsholm (i Södermanland) och "kung Märta Sture".